# Tena Hadžić
Tena Hadžić (* 13. Juli 2004 in Zagreb) ist eine kroatische Skilangläuferin.

## Werdegang
Hadžić, die für den Ski Club Sljeme Zagreb startet, trat international erstmals bei den Olympischen Jugend-Winterspielen 2020 in Lausanne in Erscheinung. Dort belegte sie den 63. Platz über 5 km klassisch, den 58. Rang im Cross und den 53. Platz im Sprint. Im Februar 2020 nahm sie in Pale erstmals am Balkancup teil und errang dabei zweimal den vierten Platz über 5 km Freistil. Zu Beginn der Saison 2020/21 erreichte sie mit insgesamt drei zweiten Plätzen in Ravna Gora und in Zlatibor ihre ersten Podestplatzierungen im Balkancup. In Pale holte sie nach Rang drei über 5 km Freistil ihren ersten Sieg im Balkancup. Beim Saisonhöhepunkt, den nordischen Skiweltmeisterschaften 2021 in Oberstdorf, belegte sie den 74. Platz im Sprint, den 70. Rang über 10 km Freistil und den 19. Platz zusammen mit Vedrana Malec im Teamsprint. Zum Saisonende kam sie in Fundata auf den zweiten Platz über 5 km Freistil und gewann abschließend die Gesamtwertung des Balkancups. In der folgenden Saison wurde sie mit zwei zweiten Plätzen Neunte in der Gesamtwertung des Balkancups. Bei den Olympischen Winterspielen 2022 in Peking belegte sie den 83. Platz über 10 km klassisch, den 71. Rang im Sprint und zusammen mit Vedrana Malec den 20. Platz im Teamsprint. Beim folgenden Europäischen Olympischen Winter-Jugendfestival in Vuokatti errang sie auf den 36. Platz im Sprint und den 30. Platz über 7,5 km Freistil.

## Siege bei Continental-Cup-Rennen
| Nr. | Datum            | Ort        | Disziplin                  | Serie      |
| --- | ---------------- | ---------- | -------------------------- | ---------- |
| 1.  | 20. Februar 2021 | Pale       | 5 km Freistil              | Balkan-Cup |
| 2.  | 11. Februar 2023 | Ravna Gora | Sprint Freistil            | Balkan-Cup |
| 3.  | 12. Februar 2023 | Ravna Gora | 5 km klassisch Massenstart | Balkan-Cup |
| 4.  | 5. März 2023     | Pale       | 5 km Freistil              | Balkan-Cup |
| 5.  | 1. März 2024     | Pokljuka   | Sprint Freistil            | Balkan-Cup |